# 3608-as mellékút (Magyarország)
A 3608-as számú mellékút egy bő 7,5 kilométeres hosszúságú, négy számjegyű mellékút Borsod-Abaúj-Zemplén vármegye középső-délkeleti részén; Hernádnémetitől húzódik Tiszalúcig.

## Nyomvonala
A 3607-es útból ágazik ki, annak a 3+750-es kilométerszelvénye közelében, Hernádnémeti központjának déli részén, délkelet felé. Béke utca néven húzódik a lakott terület széléig, amit valamivel kevesebb, mint 1 kilométer után ér el, majd ott át is lép Bőcs határai közé. Lakott területeket ott azonban nem érint, s kevéssel a 3. kilométere után már tiszalúci határok közt jár. A 7. kilométere közelében délnek fordul, pár száz méterrel arrébb átszeli a Budapest–Sátoraljaújhely-vasútvonal vágányait, majd kiágazik belőle nyugat felé a Tiszalúc megállóhelyet kiszolgáló 36 306-os számú mellékút. Utolsó rövid szakaszán a Hársfa utca nevet viseli, így is ér véget, Tiszalúc központjában, beletorkollva a 3611-es útba, annak a 10+900-as kilométerszelvénye közelében.
Teljes hossza, az országos közutak térképes nyilvántartását szolgáló kira.kozut.hu adatbázisa szerint 5,240 kilométer.